# Прогресивний параліч
Прогреси́вний пара́ліч (англ. neurosyphilis general paresis/late encephalitis; також хвороба Бейля) — клінічна форма перебігу пізнього (третинного) сифілісу — нейросифілісу, яка характеризується прогресуючим ураженням центральної нервової системи і психічної сфери з виникненням як неврологічних, так і психічних розладів.
Зазвичай розвивається через 10—15 років після зараження; спостерігається не часто. Ознаки прогресивного паралічу — прогресуючий розпад психіки аж до недоумства, розлади пам'яті, неврастенія, марення (зокрема, величі), поступові зміни особистості, порушення співвідношення між процесами збудження і гальмування тощо.
Лікування: антибіотики, протисифілітичні препарати.